# Andrewsianthus koponenii
Andrewsianthus koponenii là một loài Rêu trong họ Jungermanniaceae. Loài này được Váňa & Piippo mô tả khoa học đầu tiên năm 1989.